# Ани Оукли (филм, 1894)
„Ани Оукли“ (на английски: Annie Oakley) е американски късометражен документален ням филм от 1894 година на режисьора Уилям Кенеди Диксън с участието на Ани Оукли, която е била легендарен стрелец и участничка в шоуто на Бъфало Бил. Филмът е заснет в лабораториите на Томас Едисън в Ню Джърси и е определян като първия уестърн в историята на кинематографията.

## Сюжет
Ани стои в левия ъгъл на сцената с каубойска шапка на главата, облечена в рокля с ресни в подгъва и яке, с подобни ресни, висящи по ръкавите. Тя взима пушка и бързо изстрелва шест патрона срещу дъска на противоположния край на сцената, на която са закрепени мишени, презареждайки оръжието след всеки изстрел. След това нейният асистент изтичва до дъската и коленичи пред нея. Ани сменя оръжията. Асистентът започва да хвърля една по една малки панички във въздуха, точно над главата си, а Ани светкавично стреля по тях, стремейки се да ги уцели докато летят.

## В ролите
- Ани Оукли